# Mont-d'Origny
Pour les articles homonymes, voir Mont.
Mont-d'Origny est une commune française située dans le département de l'Aisne, en région Hauts-de-France.

### Communes limitrophes

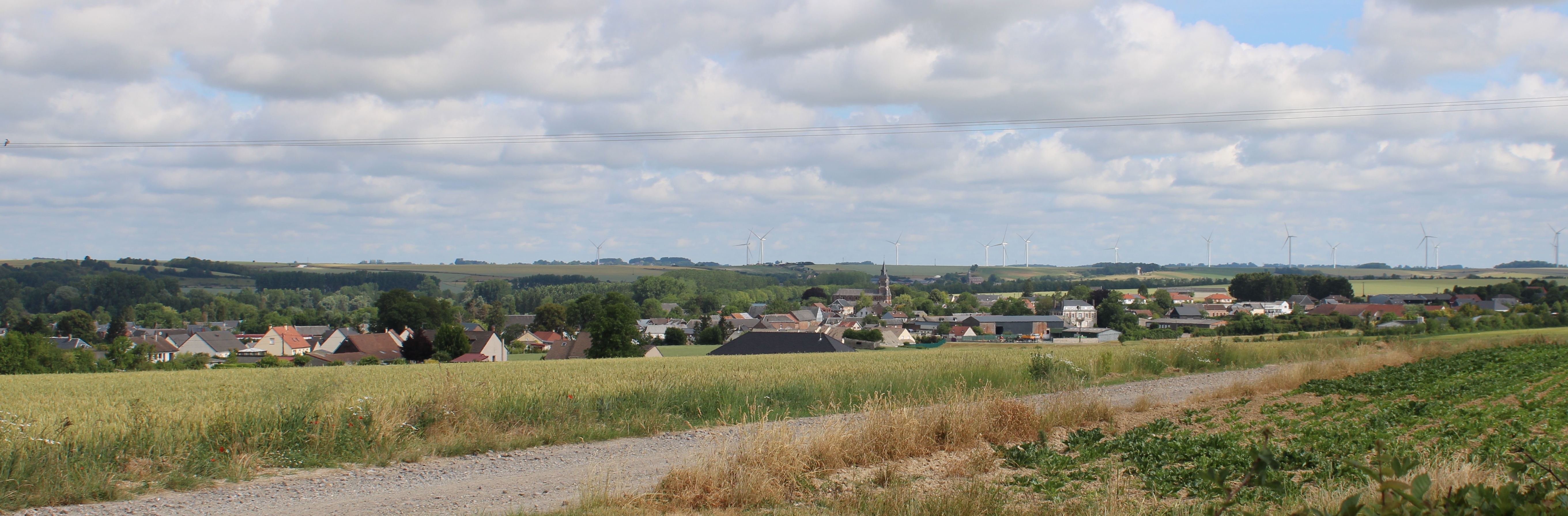
Panorama du village depuis les hauteurs du cimetière militaire allemand.

## Géographie

### Hydrographie
La commune est située dans le bassin Seine-Normandie. Elle est drainée par le canal de la Sambre à l'Oise, l'Oise, la rigole d'alimentation de Hauteville, le canal 01 de la commune de Bernot, le canal du Moulin, l'Oise et divers autres petits cours d'eau,.
L'Oise prend sa source en Belgique, à 309 mètres d'altitude, dans l'ancienne commune de Forges et se jette dans la Seine à 20 mètres d'altitude, au Pointil en rive droite et en aval du centre de Conflans-Sainte-Honorine dans le département des Yvelines. D'une longueur 341 kilomètres, elle est presque entièrement navigable et bordée de canaux sur 104 kilomètres. Les caractéristiques hydrologiques de l'Oise sont données par la station hydrologique située sur la commune d'Origny-Sainte-Benoite. Le débit moyen mensuel est de 12,3 m3/s. Le débit moyen journalier maximum est de 204 m3/s, atteint lors de la crue du 21 décembre 1993. Le débit instantané maximal est quant à lui de 214 m3/s, atteint le même jour.

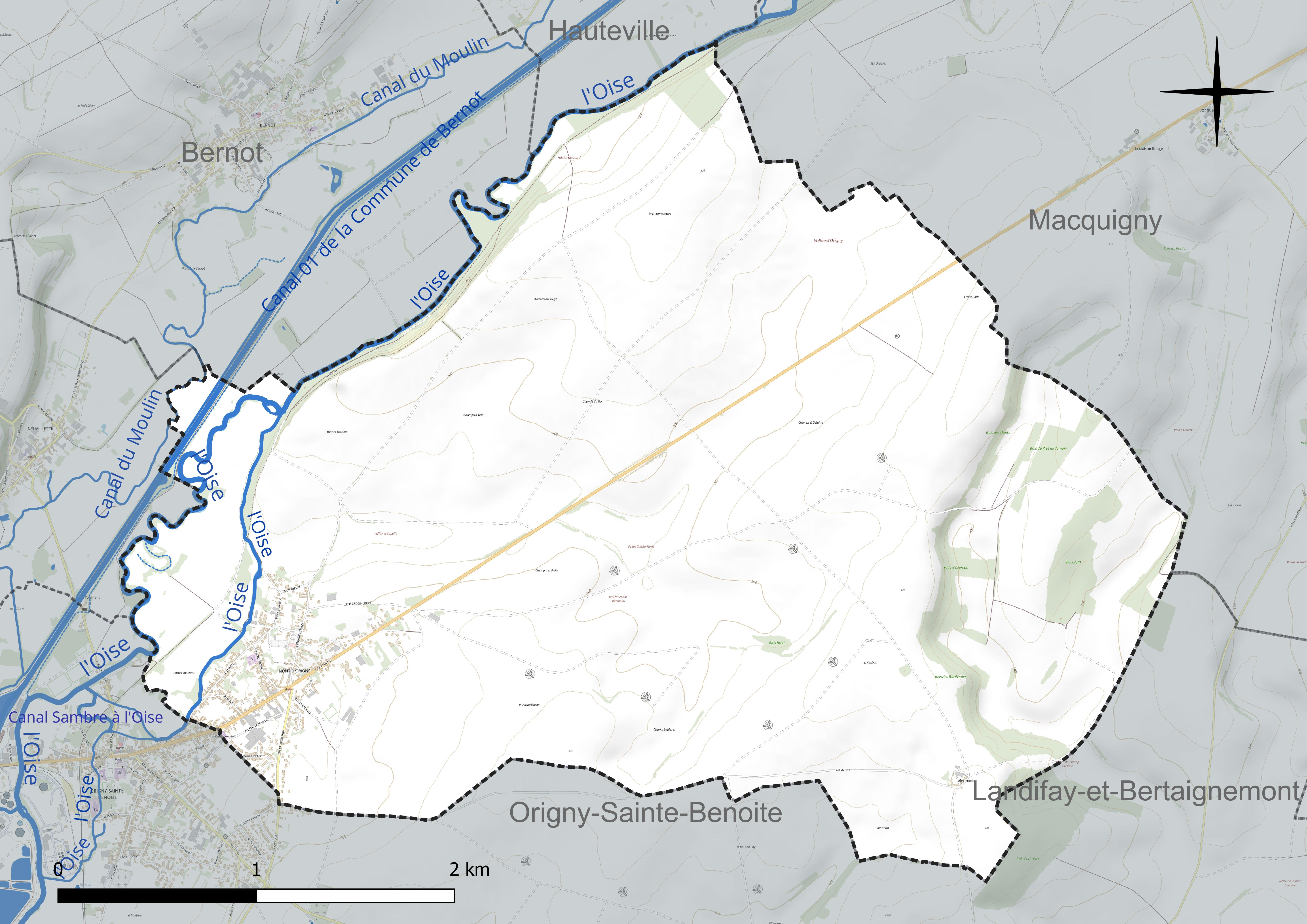
Réseau hydrographique de Mont-d'Origny.

### Climat
Pour des articles plus généraux, voir Climat des Hauts-de-France et Climat de l'Aisne.
En 2010, le climat de la commune est de type climat océanique dégradé des plaines du Centre et du Nord, selon une étude du CNRS s'appuyant sur une série de données couvrant la période 1971-2000. En 2020, Météo-France publie une typologie des climats de la France métropolitaine dans laquelle la commune est exposée à un climat océanique altéré et est dans la région climatique Nord-est du bassin Parisien, caractérisée par un ensoleillement médiocre, une pluviométrie moyenne régulièrement répartie au cours de l'année et un hiver froid (3 °C).
Pour la période 1971-2000, la température annuelle moyenne est de 10,3 °C, avec une amplitude thermique annuelle de 14,8 °C. Le cumul annuel moyen de précipitations est de 739 mm, avec 11,3 jours de précipitations en janvier et 9 jours en juillet. Pour la période 1991-2020, la température moyenne annuelle observée sur la station météorologique la plus proche, située sur la commune de Fontaine-lès-Clercs à 20 km à vol d'oiseau, est de 10,8 °C et le cumul annuel moyen de précipitations est de 683,4 mm,. Pour l'avenir, les paramètres climatiques de la commune estimés pour 2050 selon différents scénarios d'émission de gaz à effet de serre sont consultables sur un site dédié publié par Météo-France en novembre 2022.

## Urbanisme

### Typologie
Au 1er janvier 2024, Mont-d'Origny est catégorisée bourg rural, selon la nouvelle grille communale de densité à 7 niveaux définie par l'Insee en 2022.
Elle appartient à l'unité urbaine d'Origny-Sainte-Benoite, une agglomération intra-départementale dont elle est une commune de la banlieue,. Par ailleurs la commune fait partie de l'aire d'attraction de Saint-Quentin, dont elle est une commune de la couronne,. Cette aire, qui regroupe 120 communes, est catégorisée dans les aires de 50 000 à moins de 200 000 habitants,.

### Occupation des sols
L'occupation des sols de la commune, telle qu'elle ressort de la base de données européenne d'occupation biophysique des sols Corine Land Cover (CLC), est marquée par l'importance des territoires agricoles (95,5 % en 2018), une proportion identique à celle de 1990 (95,5 %). La répartition détaillée en 2018 est la suivante : 
terres arables (77,8 %), zones agricoles hétérogènes (9,9 %), prairies (7,7 %), zones urbanisées (3,4 %), forêts (1,1 %).
L'évolution de l'occupation des sols de la commune et de ses infrastructures peut être observée sur les différentes représentations cartographiques du territoire : la carte de Cassini (XVIIIe siècle), la carte d'état-major (1820-1866) et les cartes ou photos aériennes de l'IGN pour la période actuelle (1950 à aujourd'hui).

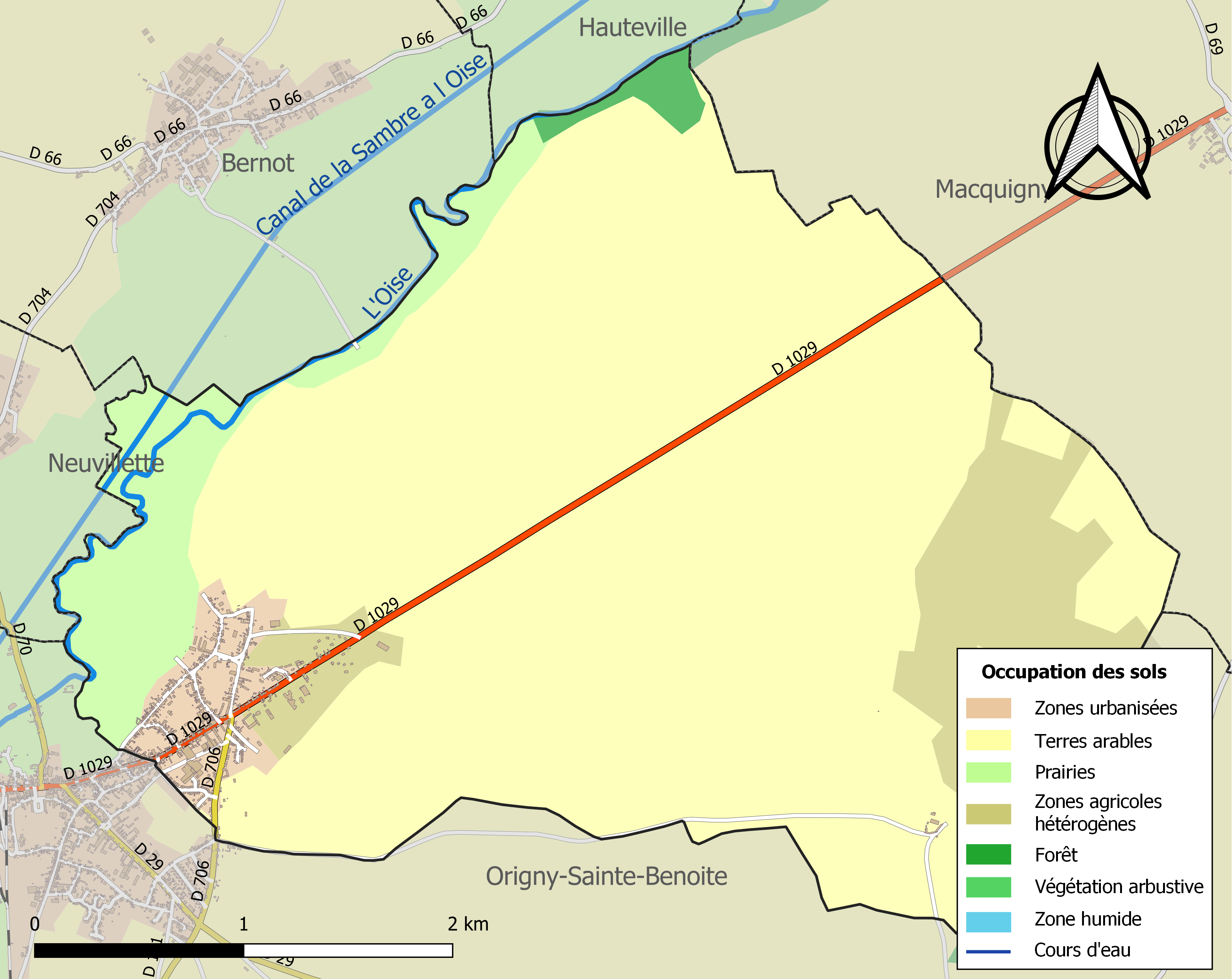
Carte de l'occupation des sols de la commune en 2018 (CLC).

## Toponymie
Le nom du village apparaît pour la première fois en l'an 1340, sous l' appellation latine de Mons -Origniaci. Le village s'appellera encore Origny-le-Mont en 1340 puis son nom actuel Mont-d'Origny vers 1750 sur la carte de Cassini.

Du latin mons, montis (« mont »), Mont-d'Origny est au point de soulèvement de terrain qui sépare les vallées du Ton et de l'Oise et améne la jonction des deux cours d'eau ; cette élévation à emprunté son nom, soit au bourg d'Origny qui se trouve sur le Ton à quelques kilomètres en arrière du mont, soit à l'ancienne forêt d'Origny (forêt d'Auriniacum, sans doute consacrée à Aurinia, divinité sylvestre).

## Histoire
|  |

Carte de Cassini

La carte de Cassini montre qu'au XVIIIe siècle, Mont-d'Origny est une paroisse  située sur les hauteurs de la rive gauche de l'Oise, d'où son nom.

A l'est la ferme de Viermont (aujourd'hui Wiermont) fut mentionnée autrefois sous le nom de  Guiermont, Huiermont, Hiermont, Viermont.

Cette ferme est de nos jours reliée au village par le chemin éponyme.

Gros village de l'ancienne Thiérache, bâti sur le penchant d'un coteau près de la rivière d'Oise, à 39 km au nord de Laon et à 17 à l'est de Saint-Quentin, autrefois de l'intendance de Soissons, des bailliages et élection de Ribemont, aujourd'hui du canton de Ribemont, arrondissement de Saint-Quentin, diocèse de Soissons.
On peut supposer que ce village n'existait pas encore au VIIe siècle, puisque les reliques de sainte Benoîte furent découvertes en l'année 665, à l'endroit même où est aujourd'hui bâtie l'église du Mont-d'Origny. Cette découverte est vraisemblablement la cause de la formation du village.
De 1944 à 1958, un déserteur américain nommé Wayne Powers se cacha dans la commune. Il fut retrouvé par la gendarmerie caché dans un faux-plafond de la maison d'Yvette Bleuse à laquelle il avait fait cinq enfants.

## Politique et administration

### Découpage territorial
La commune de Mont-d'Origny est membre de la communauté de communes du Val de l'Oise, un établissement public de coopération intercommunale (EPCI) à fiscalité propre créé le 1er janvier 2014 dont le siège est à Mézières-sur-Oise. Ce dernier est par ailleurs membre d'autres groupements intercommunaux.
Sur le plan administratif, elle est rattachée à l'arrondissement de Saint-Quentin, au département de l'Aisne et à la région Hauts-de-France. Sur le plan électoral, elle dépend du  canton de Ribemont pour l'élection des conseillers départementaux, depuis le redécoupage cantonal de 2014 entré en vigueur en 2015, et de la troisième circonscription de l'Aisne  pour les élections législatives, depuis le dernier découpage électoral de 2010.

### Administration municipale
| Période                                  | Période   | Identité              | Étiquette     | Qualité                                  |
| ---------------------------------------- | --------- | --------------------- | ------------- | ---------------------------------------- |
| Les données manquantes sont à compléter. |           |                       |               |                                          |
| 1935                                     | 1940      | Alexandre Beauvillain |               |                                          |
| 1940                                     | 1945      | Daniel Mélère         |               |                                          |
| mai 1945                                 | mai 1953  | Louis Gente           |               |                                          |
| mai 1953                                 | mars 1959 | Alfred Barbety        |               |                                          |
| mars 1959                                | 1961      | Emmanuel Warin        |               |                                          |
| 1961                                     | 1974      | Emile Hebert          |               |                                          |
| 1974                                     | mars 1989 | Théophile Meurisse    |               |                                          |
| mars 1989                                | mars 2001 | Bernard Blanchart     | PS            |                                          |
| mars 2001                                | en cours  | Gérard Allart         | Apparenté PCF | Retraité Réélu pour le mandat 2020-2026, |

## Démographie
L'évolution du nombre d'habitants est connue à travers les recensements de la population effectués dans la commune depuis 1800. Pour les communes de moins de 10 000 habitants, une enquête de recensement portant sur toute la population est réalisée tous les cinq ans, les populations de référence des années intermédiaires étant quant à elles estimées par interpolation ou extrapolation. Pour la commune, le premier recensement exhaustif entrant dans le cadre du nouveau dispositif a été réalisé en 2008.

En 2022, la commune comptait 832 habitants, en évolution de −3,7 % par rapport à 2016 (Aisne : −1,97 %, France hors Mayotte : +2,11 %).
| 1800 | 1806 | 1821 | 1831  | 1836  | 1841  | 1846  | 1851  | 1856  |
| ---- | ---- | ---- | ----- | ----- | ----- | ----- | ----- | ----- |
| 901  | 938  | 954  | 1 052 | 1 101 | 1 125 | 1 253 | 1 182 | 1 217 |

| 1861  | 1866  | 1872  | 1876  | 1881  | 1886  | 1891  | 1896  | 1901  |
| ----- | ----- | ----- | ----- | ----- | ----- | ----- | ----- | ----- |
| 1 223 | 1 166 | 1 169 | 1 283 | 1 211 | 1 193 | 1 144 | 1 079 | 1 030 |

| 1906  | 1911 | 1921 | 1926 | 1931 | 1936 | 1946 | 1954 | 1962 |
| ----- | ---- | ---- | ---- | ---- | ---- | ---- | ---- | ---- |
| 1 026 | 914  | 879  | 940  | 951  | 942  | 895  | 903  | 898  |

| 1968 | 1975 | 1982 | 1990 | 1999 | 2006 | 2008 | 2013 | 2018 |
| ---- | ---- | ---- | ---- | ---- | ---- | ---- | ---- | ---- |
| 881  | 789  | 780  | 957  | 919  | 891  | 883  | 885  | 830  |

| 2022 | - | - | - | - | - | - | - | - |
| ---- | - | - | - | - | - | - | - | - |
| 832  | - | - | - | - | - | - | - | - |

## Culture locale et patrimoine

### Lieux et monuments
- Église Notre-Dame, XIXe siècle.

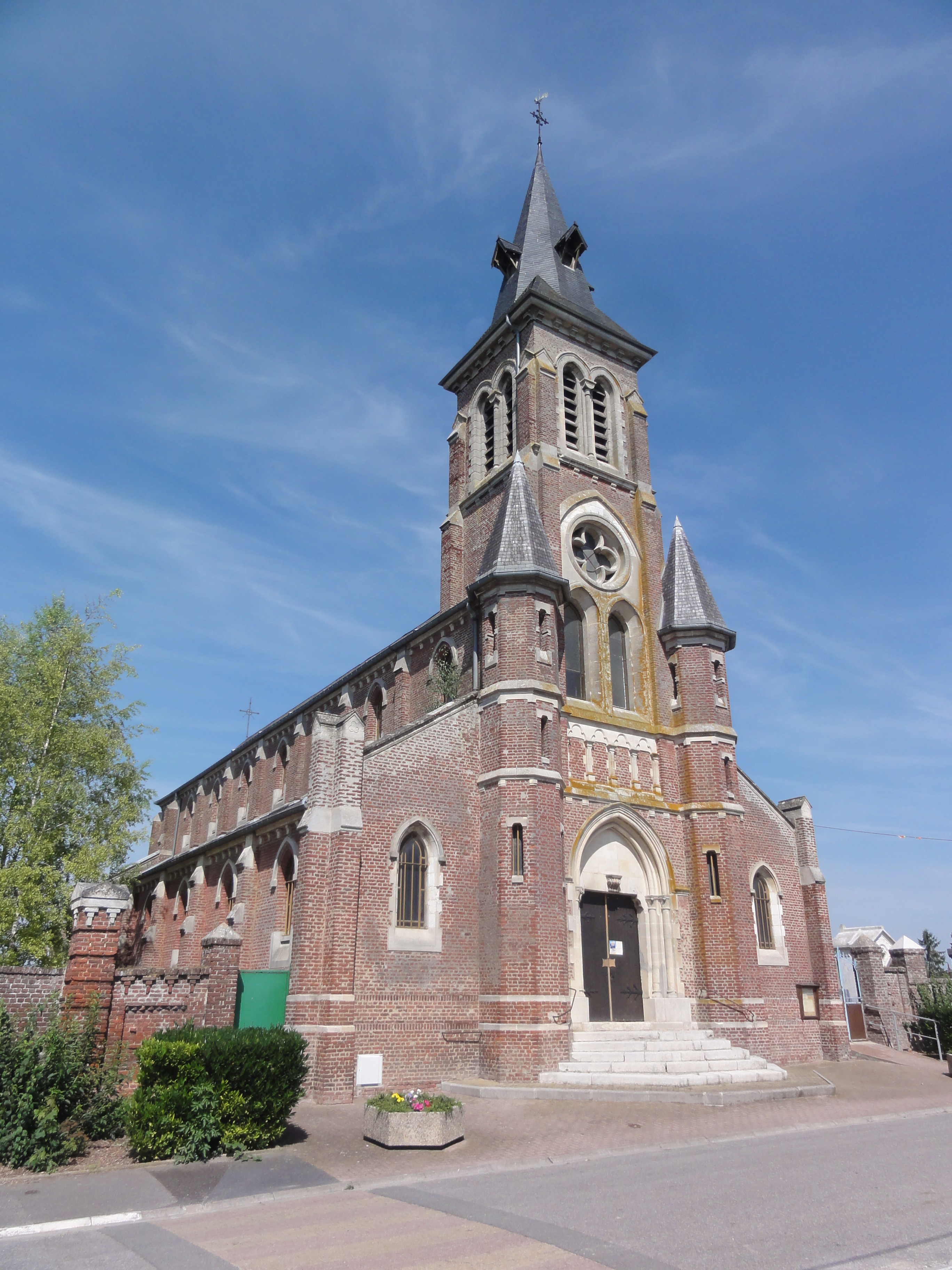
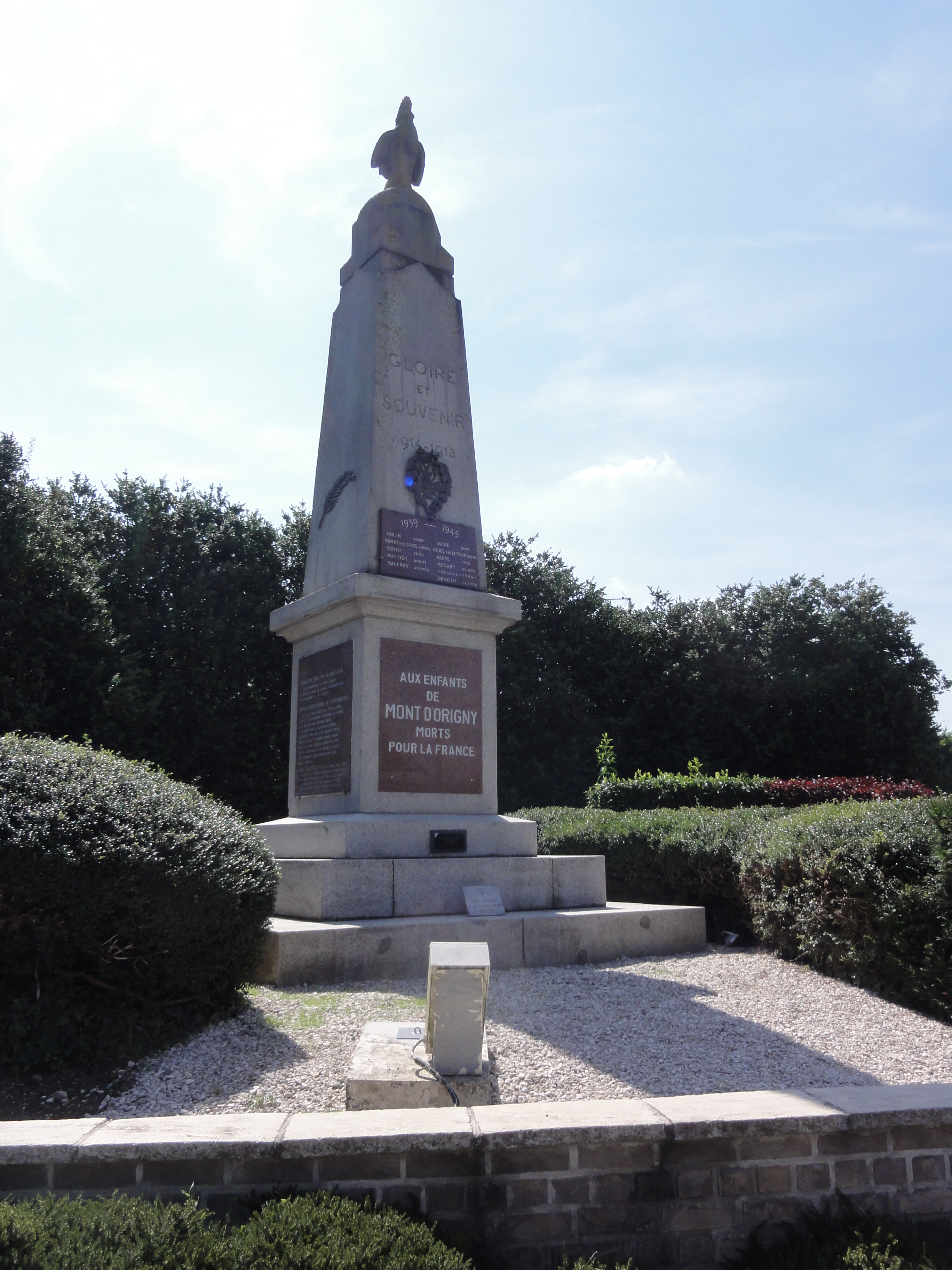
Monument aux morts.
- Monument Crivelli.

- Monument aux morts.

### Personnalités liées à la commune
- Sainte Benoîte : en 362, Benoîte, fille d'un sénateur romain et parente de saint Quentin, s'installa à Origny afin d'instruire le peuple des vérités de la religion chrétienne. Martyrisée, son corps devenu relique reposerait à l'endroit où est construite ultérieurement  l'église du Mont-d'Origny.
- Capitaine Jean Robert Crivelli, tombé à Mont-d'Origny, le 14 octobre 1918[réf. nécessaire].
- Jérôme Defrasne[pourquoi ?], acteur figurant dans des productions françaises (De Gaulle, La guerre des Lulus)[réf. nécessaire].